# Karchów
Karchów (niem. Neusiedel, do 1936 r. Karchwitz) – wieś w Polsce, położona w województwie opolskim, w powiecie kędzierzyńsko-kozielskim, w gminie Pawłowiczki.

## Nazwa
Wieś wzmiankowana po raz pierwszy w łacińskim dokumencie z 1224 roku wydanym przez Wawrzyńca biskupa wrocławskiego gdzie zanotowana została w zlatynizowanej, staropolskiej formie „Karcovo”. Do 1845 r. miejscowość nosiła nazwę Karchuff.
8 czerwca 1936 r. w miejsce nazwy Karchwitz wprowadzono nazwę Neusiedel. 15 marca 1947 r. nadano miejscowości polską nazwę Karchów.

## Historia
Najstarsze znane wzmianki o miejscowości pochodzą z 1223 roku.
Od końca XVIII w. wieś posiadała własną pieczęć gminną, na której przedstawiono  kościół z jedną wieżą, po prawej stronie trzy wysokie krzyże.
W 1910 r. w Karchowie mieszkało 156 osób w 24 domach, natomiast w 1925 r. – 161 osób w 25 domach.
Do głosowania podczas plebiscytu uprawnionych było w Karchowie 97 osób, z czego 80, ok. 82,5%, stanowili mieszkańcy (w tym 80, ok. 82,5% całości, mieszkańcy urodzeni w miejscowości). Oddano 95 głosów (ok. 97,9% uprawnionych), w tym 95 (100%) ważnych; za Niemcami głosowało 90 osób (ok. 94,7%), a za Polską 5 osób (ok. 5,3%). W obszarze dworskim rozkład głosów prezentował się następująco: uprawnionych było 106 osób, z czego 83, ok. 78,3%, stanowili mieszkańcy (w tym 83, ok. 78,3% całości, mieszkańcy urodzeni w obszarze dworskim). Oddano 104 głosy (ok. 98,1% uprawnionych), w tym 104 (100%) ważne; za Niemcami głosowały 104 osoby (100%), za Polską 0 osób (0%). W 1933 r. w miejscowości mieszkało 629 osób, a w 1939 r. – 650 osób. 1 kwietnia 1937 r. do miejscowości włączono Ligotę Wielką.

## Zabytki
Do wojewódzkiego rejestru zabytków wpisane są:
- drewniana kapliczka z 1840 roku, przy drodze do Gościęcina,
- obora dworska,
- spichrz dworski z XIX wieku.